# Single Minute Exchange of Die
Single Minute Exchange of Die (SMED) je systematický proces pro minimalizaci časů, prostojů, tj. časů čekání (přípravy) kapacitní jednotky mezi opracováním dvou po sobě následujících různých typů výrobků (výrobních dávek). Seřizování nemusí být čistě výrobní záležitostí. Jestliže se budeme na pojem seřizování dívat z širšího pohledu, potom seřizování může přestavovat všechny činnosti spojené s přípravou realizace určitého procesu. V tomto případě procesem může být libovolný proces, například zpracování objednávky zákazníka, objednání materiálu, technická příprava výroby apod.